# Onvolmaakt wederkerige overeenkomst
Een onvolmaakt wederkerige overeenkomst is in België een overeenkomst die aanvankelijk een eenzijdige overeenkomst is, maar later wederkerig kan worden, vermits tijdens de uitvoering van de overeenkomst verbintenissen kunnen ontstaan ten laste van de partij die er aanvankelijk geen op zich had genomen. Voorbeelden van onvolmaakt wederkerige overeenkomsten zijn de bruikleen, de onbezoldigde bewaargeving en de lastgeving zoals zij door het Burgerlijk Wetboek is geregeld. 
Bruikleen is een reële overeenkomst: het is een contract waarbij de uitlener het goed aan de lener afgeeft (artikel 1875 B.W.). De uitlener heeft aanvankelijk geen verplichtingen tegenover de lener. Indien, gedurende de lening, de lener, voor het behoud van de zaak, enige buitengewone, noodzakelijke uitgave heeft moeten doen, die zo dringend was dat hij daarvan tevoren aan de uitlener geen kennis heeft kunnen geven, is deze verplicht hem de uitgave te vergoeden (artikel 1890 B.W.). Vanaf dat moment zijn er verbintenissen voor beide partijen. Om die reden noemt men de bruikleen een onvolmaakt wederkerige overeenkomst, omdat er vanaf een gegeven ogenblik verbintenissen kunnen ontstaan in hoofde van de partij die er aanvankelijk geen had.
De kwalificatie 'onvolmaakt wederkerige overeenkomst' werd door gezaghebbende auteurs betwist, omdat zij geen steunvindt in de wet. Zij is nochtans ingeburgerd.